# Phoberus
Phoberus (лат.) — род жуков из семейства падальников.

## Описание
Жуки серой, красновато-коричневой или чёрной окраски длиной от 4 до 17 мм. Наличник треугольный с острой вершиной. Лоб с двумя бугорками. Первый членик усиков округлый или немного удлиненный. Глаза у летающих видов крупные, расстояние между глазами в два раза больше диаметра глаза. У нелетающих видов диаметр глаза в три раза меньше расстояния между ними. Края переднеспинки в передней части сужены. Щиток овальный. Плечевой угол надкрылий острый с хорошо развитыми плечевыми бугорками у крылатых видов и округлый без плечевых бугорков — у нелетающих.

## Биология
Питаются кератином волос и кожей мертвых позвоночных, а также экскрементами.

## Классификация
Первоначально описан в ранге подрода рода Trox. Род включает в себя 48 видов
- Phoberus aculeatus (Harold, 1872)
- Phoberus arcuatus  Haaf, 1953
- Phoberus braacki Scholtz, 1980
- Phoberus brincki (Haaf, 1958)
- Phoberus bulirschi Huchet, 2020
- Phoberus caffer (Harold, 1872)
- Phoberus capensis (Scholtz, 1979)
- Phoberus consimilis (Haaf, 1953)
- Phoberus cyrtus (Haaf, 1953)
- Phoberus disjunctus Strümpher, 2016
- Phoberus elmariae (van der Merwe & Scholtz, 2005)
- Phoberus fascicularis (Wiedemann, 1821)
- Phoberus fumarius (Haaf, 1953)
- Phoberus gunki (Scholtz, 1980)
- Phoberus herminae Strümpher, 2016
- Phoberus horridus (Fabricius, 1775)
- Phoberus levis (Haaf, 1953)
- Phoberus lilianae (Scholtz, 1980)
- Phoberus luridus (Fabricius, 1781)
- Phoberus miliarius (Gmelin, 1790)
- Phoberus montanus (Kolbe, 1891)
- Phoberus mozalae (Strümpher & Scholtz, 2009)
- Phoberus nama (Kolbe, 1908)
- Phoberus nanniscus (Péringuey, 1901)
- Phoberus nasutus (Harold, 1872)
- Phoberus natalensis (Haaf, 1954)
- Phoberus necopinus (Scholtz, 1986)
- Phoberus ngomensis (van der Merwe & Scholtz, 2005)
- Phoberus nigrociliatus (Kolbe, 1904)
- Phoberus ntlenyanae Strümpher, 2019
- Phoberus nyansanus (Haaf, 1953)
- Phoberus nyassicus (Haaf, 1953)
- Phoberus nyikanus Strümpher, 2017
- Phoberus penicillatus (Fahraeus, 1857)
- Phoberus perrieri (Fairmaire, 1899)
- Phoberus planicollis (Haaf, 1953)
- Phoberus puncticollis (Haaf, 1953)
- Phoberus pusillus (Péringuey, 1908)
- Phoberus quadricostatus (Scholtz, 1980)
- Phoberus ranotsaraensis (Pittino, 2010)
- Phoberus rhyparoides (Harold, 1872)
- Phoberus rudebecki (Haaf, 1958)
- Phoberus squamiger (Roth, 1851)
- Phoberus sternbergi (van der Merwe & Scholtz, 2005)
- Phoberus strigosus (Haaf, 1953)
- Phoberus sulcatus (Thunberg, 1787)
- Phoberus talpa (Fahraeus, 1857)
- Phoberus youngai (Strümpher & Scholtz, 2011)

## Распространение
Встречаются в Африке и на Мадагаскаре.